# L'Artiste, sa femme Marie-Suzanne Giroust et le peintre Henrik Wilhelm Peill
L'artiste et son épouse Marie Suzanne Giroust peignant le portrait d'Henrik Wilhelm Peill (en suédois : Konstnären och hans hustru Marie Suzanne Giroust målande Henrik Wilhelm Peills porträtt) est une peinture à l'huile sur toile réalisée par l'artiste suédois Alexandre Roslin en 1767. Elle fait partie des collections du Nationalmuseum de Stockholm depuis 2013.

## Description
Roslin s'est représenté avec son épouse Marie-Suzanne Giroust, qui est  également artiste. Ils sont en train de faire le portrait de leur ami commun Henrik Wilhelm Peill (sv) (1730-1797), qui quitte Paris en 1767. La petite boîte en or que Roslin pointe du doigt est peut-être un cadeau d'adieu de Peill. Le portrait miniature sur la boîte en or représente probablement sa future épouse Anna Johanna Grill II, fille de la dessinatrice et numismate Anna Johanna Grill (sv).